# Palygourio
Palygourio (griechisch Παλυγουριό) ist die Ruine einer mittelalterlichen Felsenburg etwa 4,5 km nordöstlich des griechischen Ortes Lygourio. Von hier aus konnte man die Straße, die von Palea Epidavros heraufführte, überblicken und den Pass zur Arnas-Hochebene kontrollieren.

## Geschichte
Die Burg wurde wahrscheinlich schon in der frühbyzantinischen Zeit errichtet. Nach der Eroberung der Peloponnes durch die Franken im Jahre 1205 kam die Burg in den Besitz des Fürsten von Archäa, Gottfried I. von Villehardouin. Dieser belieh jedoch Otto de la Roche, den Herzog von Athen, mit der Argolis. Am 23. April 1358 belieh Robert von Tarent Niccolò Acciaiuoli für seine Verdienste mit der Kastellanei Korinth, zu der neben acht weiteren Burgen auch Palygourio gehörte, als erbliche Baronie. 1377 wurde sie erstmals in einer Liste von Lehen als Burg von Ligorio erwähnt.
Bis etwa 1400 blieb die Burg im Besitz der Familie Acciaiuoli. Danach ging sie in den Besitz der katalanischen Familie de Caopena über, die auch im Besitz der Insel Ägina war. Da man den osmanischen Piraten nicht mehr gewachsen war, bat Antonio de Caopena die Republik Venedig um Unterstützung. Am 3. März 1425 gewährte man die Hilfe mit der Bedingung, dass die Republik Venedig als Erbe eingesetzt wird, für den Fall, dass er keinen Nachfahren habe. So kam Venedig, als Antonio de Caopena 1451 kinderlos starb, in den Besitz der Burg. Man setzte jedoch seinen Bruder Arna de Caopena als Kastellan ein. In einem venezianischen Dokument vom 12. Oktober 1456 wird die Burg Ligurii genannt. 1463 bei der Eroberung der Argolis durch Mehmed II. wurde die Burg vermutlich zerstört. Zu dieser Zeit oder spätestens im 16. Jahrhundert verließen die Bewohner die Burg und siedelten an der Stelle des heutigen Lygourio. Seit dieser Zeit wird die Burg Palygourio, also Alt-Lygourio genannt.

## Beschreibung
Die Burgruine liegt auf einem etwa 460 m hohen Fels im Südosten des Arachneo-Gebirges. Sie hatte eine Länge von etwa 200 m und eine Breite von etwa 100 m und war von einer Ringmauer von etwa 500 m Länge umgeben. Die Mauer ist noch etwa 1 m hoch, im Norden sogar bis zu 4 m hoch erhalten. Im Westen der Anlage, auf dem höchsten Punkt sind die Ruinen eines Bergfrieds mit Zisterne erhalten. Im Osten befand sich ein Tor, das von zwei Türmen flankiert wurde. Die Verwendung von Mörtel und das Verbauen von Ziegelbruchstücken zwischen den Steinen ist ein Indiz dafür, dass die Burg in byzantinischer Zeit errichtet wurde.